# Onthophagus opacicollis
Onthophagus opacicollis är en skalbaggsart som beskrevs av Edmund Reitter 1893. Onthophagus opacicollis ingår i släktet Onthophagus och familjen bladhorningar. Inga underarter finns listade i Catalogue of Life.